# Айкана (народ)
Народ Айкана - коренные индейцы Бразилии, живущие в штате Рондония, в западной части Амазонии.  Айкана также известны как Кассупа, Массака, Колумбияра, Уари, Мунде и Тубарао.

## Расселение
Традиционные земли проживания Айкана находятся в районе реки Гуапоре в штате Рондония. В 1970 году, бразильское правительство  переместило племя Айкана в т.н. "индейскую территорию Tubarão-Latundê" (к западу от города Вильена, около шоссе Куяба-Порто - Велью) с крайне бедной почвой. На данный момент Айкана компактно проживают в 3 деревнях около Вильены и в самом городе. 

## Язык
Народ Айкана говорят на изолированном языке Айкана, который разделяется на диалекты масака (массака) и тубанао. Также распространен португальский язык.  

## Причания
1. ↑  https://pib.socioambiental.org/pt/Quadro_Geral_dos_Povos
2. ↑  "Aikanã: Introduction.". Povos Indígenas no Brasil. Дата обращения: 8 января 2020. Архивировано 25 сентября 2016 года.
3. ↑  "Aikaña: Location and Demographics.". Povos Indígenas no Brasil. Дата обращения: 8 января 2020. Архивировано 9 апреля 2016 года.
4. ↑  Aikanã. Ethnologue. Дата обращения: 8 января 2020. Архивировано 15 октября 2012 года.